# Конституция Индии

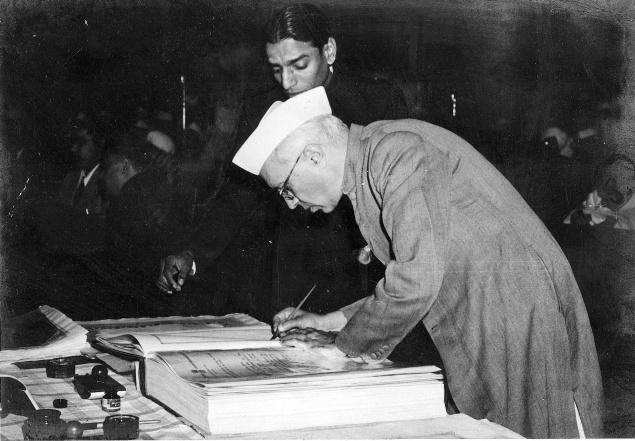
Джавахарлал Неру подписывает конституцию.

Конститу́ция И́ндии (англ. Constitution of India, хинди भारतीय़ संविधान) — верховный закон Индии. Представляет собой основу, на которой построены фундаментальные политические принципы, установлена структура, процедуры, полномочия и обязанности правительства и отражены основные права и обязанности граждан. Конституция Индии была принята Учредительным собранием 26 ноября 1949 года, через два года после обретения Индией независимости, вступила в силу 26 января 1950 года и продолжает действовать в настоящее время. В ней Индия объявляется суверенной, демократической республикой, гарантирующей своим гражданам правосудие, равноправие, и свободу; слова «социалистическая» и «светская» были добавлены к определению Индии в 1976 году в результате конституционной поправки.
День вступления в силу конституции является официальным праздником в Индии и отмечается ежегодно 26 января как День Республики. Конституция Индии является самой большой по объёму конституцией в мире, включает 448 статей, 12 крупных приложений и 103 поправки и состоит из 117 369 слов[уточнить] в версии на английском языке, помимо которой существует также официальный перевод на хинди. Каждый принимаемый правительством закон должен находиться в согласии с конституцией, так как она является верховным законом государства.
Основное содержание индийской конституции относится к наиболее важным сторонам общественного и государственного строя, а также правового статуса личности. Авторы Конституции Индии стремились объединить в ней все лучшие конституционные достижения других государств. В частности, индийская конституция заимствовала ряд положений конституционных актов Конституции Великобритании, а также конституций СССР, США, Канады, Японии и Австралии.
Индийская конституция предусматривает крайне простой порядок внесения поправок, в результате чего за время своего существования сотни её различных положений подверглись изменениям, делая её более приспособленной к существующей ситуации. К конституции было добавлено около 80 новых статей и исключено около 20. Всего было произведено более пятисот изменений текста. Поправки либо непосредственно вносятся в текст Конституции, изменяя его, либо прилагаются к ней. Некоторые поправки по объёму близки к Конституции США.
Можно выделить такие наиболее важные характерные черты индийской конституции, как юридическое закрепление суверенитета Индии, негативное отношение к социальному неравенству, провозглашение широкого круга прав, свобод и обязанностей граждан (части 3, 4, 4-А) с учётом таких специфических черт индийского общества, как закрепление принципа смешанной экономики с большой ролью государственного сектора, сочетание традиционных индийских институтов с институтами, появившимися в результате глобального развития конституционного права, политика поддержания всеобщего мира и международной безопасности с первостепенной ролью индийских интересов.